# Урсула Ле Гвин
Урсула Ле Гвин (енгл. Ursula Kroeber Le Guin; МФА: ; Беркли, 21. октобар 1929 — Портланд, 22. јануар 2018) била је америчка списатељица романа, књига за децу и кратких прича, већином у жанру фантазије и научне фантастике. Писала је и поезију и есеје.
Од првог објављивања 60-их година, њен рад често описује футуристичне или измишљене светове сличне нашим у политици, природном окружењу, узрасту, религији, сексуалности и етнографији.
Инспирисала је добитнике награде Букер и многе друге писце, као што су Салман Рушди и Дејвид Мичел – као и значајне писце футуристике и фантазије укључујући Нила Гејмана и Ијана Бенкса. Неколико пута је освајала Хјуго, Небјула, Локус и Светску награду за фантастику. Године 2014. је одликована медаљом National Book Award за истакнут допринос америчкој књижевности.

## Биографија

### Породица
Урсула Кробер је ћерка антрополога Алфреда Л. Кробера и књижевнице Теодоре Кробер.

### Детињство и едукација
Урсула и њена три старија брата, Карл, Теодор и Клофорд, су охрабривани да читају и били изложени динамичком друштву њихових родитеља. Она је веома захвална на лакоћи и срећи њеног васпитања. Охрабрујуће окружење је подстицало Легвинино интересовање за књижевност; своју прву причу са елементима фантазије је написала са 9. година, а прва прича научне фантастике је објављена у магазину Astounding Science Fiction кад је имала 11. година. Породица је академску годину проводила у Берклију, док би лето проводили на имању у Округу Напа (Калифорнија). Била је заинтересована за биологију и поезију, али јој је математика била тешка. Завршила је средњу школу у Берклију, затим дипломирала (B.A.) на Редклиф колеџу 1951. године и магистрирала (М. А.) француску и италијанску књижевност на универзитету Колумбија 1952. године. Убрзо након тога, Ле Гвинова је започела докторске радове (Ph. D.) и освојила Фулбрајтову стипендију да настави студије у Француској 1953-54.

### Брак и породица
Док је путовала Француском 1953. године, Ле Гвинова је упознала свог будућег супруга, историчара Чарлса Ле Гвина (фр. Шарла Легана). Касније те године су се венчали у Паризу. Након удаје, одустаје од докторских студија и тезе о песнику Жан Лемер де Белжу.
Пар се враћа у САД, како би Чарлс могао да настави докторат на Емори Универзитету. За ово време, Урсула је радила као секретарица и предавала француски на универзитетском нивоу. Њихова прва два детета, Елизабет (1957) и Каролина (1959), су рођени у Ајдаху, где је Чарлс радио. Касније, 1959. године, Ле Гвинови су се преселили у Портланд, Орегон, где и данас живе. Чарлс је професор емеритус историје на Портланд Државном Универзитету. Поред бриге о породици током овог периода проналазила је време које би посветила писању. Њено треће дете, Теодор, се родио 1964. године.

## Књижевна каријера
Ле Гвинова је постала заинтересована за књижевност доста рано. Са 11. је доставила своју прву причу магазину Astounding Science Fiction. Одбијена је. Наставила је писање и није ништа покушавала да објави наредних десет година.
У периоду од 1951. до 1961. године је написала пет романа, од којих ниједан није објављен. Такође је током овог периода писала поезију, збирку Дивљи анђели коју коначно објављује 1975. године.
Њени најранији списи, од којих су неки адаптирани за Орсинијске приче и Малафрену, су били нефантастичне приче о измишљеним земљама. Тражећи свој начин да искаже своја интересовања у научној фантастици; у раним 60-тим њен рад почиње да се редовно објављује. Једна Орсинијска прича се објављује у лето 1961. у издању The Western Humanities Review, а три се појављују 1962. и 1963. у бројевима магазина Fantastic Stories of the Imagination, уредника Сила Голдсмита, који је такође уређивао и часопис Amazing Stories у којем су се објавиле две њене приче 1964. године, укључујући и прву Хајинску причу.
Ле Гвинова се прославила романом Лева рука таме, који је освојио Хјуго и награду Небјула 1970. године. Наредни роман Човек празних шака, је такође добио ове две награде, Небјула, (1974) и Хјуго (1975), чиме је Ле Гвинова постала прва књижевница која је успела да их обе освоји два пута заредом.
У каснијим годинама, Ле Гвинова је допринела снимању филма Небески струг (1979), базираног на њеној истоименој књизи. Такође, 1985. сарађивала је са композитором Дејвидом Бедфордом на либрету за Ригел 9, свемирску оперу.
Године 1984. Ле Гвинова заједно са групом људи оснива Орегон Институт за књижевност и уметност. Занимљиво је напоменути да је у децембру 2009. године напустила чланство у организацији професионалних писаца The Authors Guild (SAD), у знак протеста због прихватања Google пројекта дигитализације књига. “Одлучили сте се на договор са ђаволом”, написала је у образложењу. “Постоје принципи који су укључени, поврх целог концепта заштите ауторских права; које сте напустили без борбе зарад договора са корпорацијом, под њиховим условима.”

## Награде
Ле Гвинова је освојила на десетине књижевних награда које се додељују на годишњем нивоу. Само за романе је освојила пет наградаЛокус, четири награде Небјула, два Хјуга и једну Светску награду за фантастику (World Fantasy Award). (Човек празних шака је освојио Локус, Небјулу и Хјуга.) Такође је освојила ове четири награде у категоријама за кратке приче, узимајући у обзир да је одбила Небјулу за кратку причу “Дневник руже” у знак протеста због начина на који је Америчко удружење писаца фантастике третирало Станислава Лема. Додељено јој је деветнаест награда Локус од стране претплатника часописа, што је више него што је иједан други писац добио.
Препознајући њен углед у спекулативном фикцијском жанру, 1975. године постала је почасни стручни гост на Светској конвенцији научне фантастике одржане у Мелбурну, Аустралија. Године 1979. је добила награду Гандалф (Gandalf Grand Master Award). Научнофантастична истраживачка асоцијација (SFRA) јој додељује своју награду Пилгрим 1989. године за “животни допринос стипендији научне фантастике”. На Светској конвенцији научне фантастике, 1995. године, добија Светску награду за фантастику за животно дело. У Кућу славних научне фантастике и фантазије је примљена 2001. године у шестој класи, заједно са Алфредом Бестером, Џек Венсом и Фрицом Лајбером. Писци научне Фантастике и Фантазије су је поставили за свог 20. гранд мастера 2003. године.
У априлу 2000. године Конгресна библиотека САД је Ле Гвинову прогласила за живу легенду у категорији “Писци и уметници” за њене значајне доприносе америчкој културној баштини. 2002. године је добила PEN/Malamud награду за “изузетан садржај кратке фикције”. 2004. године је добила два признања Америчке асоцијације библиотека за трајне доприносе: литература за старију децу, годишња награда Маргарет А. Едвардс; литература за децу, Меј Хил Арбутнот.
Годишња Едвардс награда препознаје писца и посебан опус; 2004. године наводе шест радова објављених од 1968. до 1990. године: Чаробњак Земљоморја, Гробнице Атуана, Најдаља обала и Техану (првих четири књга о Земљоморју), Лева рука таме и Почетиште. Такође се наводи да је Ле Гвинова “инспирисала четири генерације деце да читају леп конструисан језик, посете фантастичне светове који их информишу о њиховим животима, и размишљају о својим идејама које нису ни лаке ни неважне.”
На конвенцији 2004. године, организованој од стране Слобода од религије фондације (FFRF) Ле Гвиновој се додељује Emperor Has No Clothes награда.
2014. године, Ле Гвинова добија медаљу за истакнут допринос Америчкој књижевности од стране National Book фондације, награду за животно дело. Њен говор на уручивању награда у ком критикује Амазон као “профитера” и хвали своје колеге ауторе фантазије и научне фантастике, нашироко се сматра као врхунац церемоније.

## Утицаји
На њу су утицали писци фантазије попут Џ. Р. Р. Толкина, научне фантастике попут Филипа К. Дика, а поред њих и централне фигуре западне литературе – Лав Толстој, Вергилије и сестре Бронте, као и феминистички писци попут Вирџиније Вулф. Дела дечије литературе као што су Алиса у земљи чуда, Ветар у Врбама, Књига о џунгли, и дела о нордијској митологији, и књиге источњачке културе од Тао Те Чинга су такође имала утицај на Ле Гвинову.
На питање о утицајима на њена дела, лично је одговорила: “Откако сам научила да читам, читала сам све. Прочитала сам све познате фантазије: Алису у земљи чуда, Ветар у врбама и Киплинга. Обожавала сам Киплингову Књигу о џунгли. А кад сам одрасла, открила сам Лорда Дансенија. Он ми је отворио потпуно нови свет – свет чисте фантазије. Затим Црв Оуроборус... Опет, чиста фантазија. Веома, веома инспиришуће. Онда смо мој брат и ја направили грешку и уронили у научну фантастику, када сам имала 11 или 12 година. Ранији Асимов, такве ствари. И то није имало никаквог утицаја на мене. Тек кад сам се вратила научној фантастици и открила Теодора Стерџена – али посебно Кордвејнер Смита... Прочитала сам причу “Алфа Ралфа Булевар”, и просто ме одушевила! Помислила сам како је тако лепа и чудесна, и да и сама желим да напишем тако нешто.”
Средином 50-тих је прочитала Толкинов Господар прстенова, који је имао велик утицај на њу. Али уместо да прати Толкинове стопе, то јој је једноставно показало шта је могуће урадити са жанром фантазије.

## Теме
Ле Гвинова је искористила креативну флексибилност жанрова фантазије и научне фантастике како би предузела темељна истраживања социјалног и психолошког идентитета и ширих културних и друштвених структура. При томе се ослањала на социологију, антропологију и психологију, што је навело неке критичаре да категоришу њен рад као меку научну фантастику (Soft Science Fiction). Она је приговорила на ову класификацију њених дела, тврдећи да овим појмом уводе поделе и имплицирају ужи поглед на то шта представља права научна фантастика. Ту су такође основне идеје анархизма и заштите животне средине које се изнова појављују у њеним делима.
Године 2014. Ле Гвиновој је постављено питање да ли писци научне фантастике треба да настоје да прецизно предвиде будући свет, на шта је она одговорила: “... задатак научне фантастике није да предвиди будућност. Уместо тога, она предвиђа неколико будућности. Писци могу наћи будућност привлачном управо зато што не може бити позната, то је црна кутија где “све може да се каже и деси без страха од контрадикција које постоје у садашњости, тј. реалном свету. Будућност је безбедна, стерилна лабораторија за испробавање идеја, средство за размишљање о стварности, методу.”

### Социологија, антропологија и психологија
Лева рука таме, Човек празних шака и Приповедање (The Telling), су романи Хаинског циклуса, који приказује будућу галактичку цивилизацију лабаво повезану од стране организацијског тела Екумен како би разматрили последице контакта између различитих светова и култура. За разлику од других мејнстрима научне фантастике, цивилизација Хаинског циклуса не располаже путовању људи бржом од светлости, али има технологију за тренутну комуникацију. Ово омогућава аутору да постави хипотезу о лабавим слојевима друштва која постоје у великом броју међусобно изоловани, пружајући подлогу за њана истраживања интеркултуралног сусрета. Социјални и културни утицај због доласка Екуменових изасланика (познатих као “мобили”) на забачене планете, и самим тим културни шок који проживљавају изасланици, представљају главне теме романа “Лева рука таме”. Њен концепт је експлицитно позајмило неколико познатих аутора, у тој мери да су користили исто име уређаја за комуникацију (ансибл). Већина њених ликова нису припадници беле расе, чиме она рефлектује и стварно стање на планети. Из тог разлога се и не могу наћи цртежи ликова на корицама њених књига. Урсула се често користи ванземаљским културама да би испитала структуралне карактеристике људске културе и друштва и утицај који имају на појединце. У књизи Лева рука таме, на пример, она имплицитно истражује друштвене, културалне и личне последице сексуалног идентитета тако што у роману пише о људском сусрету са андрогеном расом.
Истакнута тема културалне интеракције у њеним делима је последица чињенице да је одрасла окружена антрополозима. Наиме, њен отац је био на челу Универзитетског музеја антропологије у Калифорнији, где је радио и био проучаван, Иши, Индијанац о коме је писала и њена мајка у својој књизи “Иши у два света”. У многим Урсулиним делима, почев од Планете изгнанства и Града утвара, преко Свет се каже шума до Човека празних шака може се уочити сличност са овим аспектима њеног живота.
Ле Гвинова се у својим делима често осврће на радње из свакодневног живота, показујући како су дневне активности појединаца проткане са физичким светом. Такође је заступљена и јунгијанска психологија.

### Анархизам и таоизам
Њена осећања према анархизму су блиско повезана са њеним таоистичким уверењима и ове идеје су заступљене у њеном раду. “Таоизам и анархизам се међусобно слажу на веома интересантне начине и себе сматрам за таоисту од кад сам научила шта је то.”

## Адаптације
Неколико њених главних дела је адаптирано за филм или телевизију. Њена новела из 1971. Године Небески струг је адаптиран два пута: прва је била 1979 за Канал 13, Њујорк у коме је и она сама учествовала, а друга адаптација је била 2002. Године од стране A&E Network. У интервјуу из 2008. Године је рекла како сматра да је адаптација из 1972. Године “једина добра адаптација за филм” до тог тренутка.
У раним 80-тим аниматор и режисер Хајао Мијазаки је затражио од ње дозволу да уради анимирану адаптацију Земљоморја, међутим Ле Гвинова, којој у то време није био познат његов рад, је понуду одбила. Неколико година касније, кад је одгледала Мој комшија Тоторо, поново је размотрила понуду и одлучила да једино Хајао Мијазаки заслужује да режира Земљоморје. Трећа и четврта књига Земљоморја су коришћене као база за анимирани филм Приче из Земљоморја (ゲド戦記 Gedo Senki). Филм је међутим режирао Мијазакијев син, Горо, што је разочарало Ле Гвинову. Иначе је била веома задовољна самом естетиком филма, пишући да је “много тога било предивно”, док са друге стране није била задовољна доследношћу, у моралном смислу, њеним књигама и великим фокусом на физичко насиље.
CBC Radio, 1987. године у склопу антологијског научно-фантастичног програма “Vanishing Point” адаптира роман “Човек празних шака” у радио драме. Тачније, шест епизода од 30 минута, као и роман “Свет се каже шума”.
Године 1995. Лајфлајн позориште из Чикага (Lifeline Theatre) представља своју адаптацију романа “Лева рука таме”.
На Sci Fi каналу, 2004. године је приказана тросатна адаптација прве две књиге Земљоморја (Чаробњак Земљоморја и Гробнице Атуана). Ле Гвинова је била веома критична према адаптацији, истичући да је “далеко од њене замисли Земљоморја”, имајући приговор и на велике промене у карактерима (бела насупрот црвене, браон или црне боје коже), као и неусаглашености са извршним продуцентима, због чега није учествовала у целом процесу.
Њена новела, Изгубљени рај, објављена у "Рођендан света: и друге приче" (The Birthday of the World: and Other Stories), је адаптирана за оперу од стране Америчког композитора Стивена Ендруа Тејлора и канадске либретисткиње Марше Џонсон. Опера је премијерно приказана 26. априла 2012. године у Кранерт центру за извођачке уметности (Krannert Center for the Performing Arts) у кампусу Илиоис Универзитета.
Године 2013. Portland Playhouse и Hand2Mouth позориште су направили сценску адаптацију романа Леве рука таме.

## Дела

#### Књиге о Земљоморју
1. Чаробњак Земљоморја, 1968
2. Гробнице Атуана, 1971
3. Најдаља обала, 1972
4. Техану, 1990 (Небјула и Локус награда)
5. Приче из Земљоморја, 2001
6. Други Ветар, 2002 (Светска награда за фантастику)

#### Хаински циклус
1. Роканонов свет, 1966
2. Планета изгнанства, 1966
3. Град утвара, 1967
4. Лева рука таме, 1969 (Хјуго и Небјула награда)
5. Човек празних шака, 1974 (Небјула, Хјуго и Локус награда)
6. Свет се каже шума, 1976 (Хјуго награда)
7. Четири корака до опроштаја (Four Ways to Forgiveness), 1995
8. Приповедање, 2000 (Локус и Ендеавоур награда)

#### Остало
1. Небески струг, 1971 (Локус награда)
2. Дванаест четврти ветра, 1975
3. Дивљи Анђели, 1975
4. Орсинијске приче, 1976
5. Чапљино око, 1978
6. Језик ноћи, 1979
7. Малафрена, 1979
8. Почетиште, 1980
9. Ружа компаса, 1982
10. Стално се враћајући кући, 1985
11. Рибар унутрашњег мора, 1994
12. Лавиниа, 2008